# Akintchi
Akintchi (en azéri : Əkinçi / اکینچی signifiant « le laboureur » ou « le semeur ») est un journal qui fut fondé par Hasan bey Zardabi et publié, en paraissant deux à trois fois par mois, de 1875 à 1877 en azéri à Bakou, dans l'Empire russe à l'époque (aujourd'hui capitale de l'Azerbaïdjan), le premier à avoir été publié dans cette langue.